# Psychiatrische Institutsambulanz
Eine Psychiatrische Institutsambulanz (PIA) ist ein multiprofessionelles ambulantes Behandlungsangebot psychiatrischer Fachkrankenhäuser und psychiatrischer Abteilungen an Allgemeinkrankenhäusern, welche gemäß § 118 Fünftes Buch Sozialgesetzbuch (SGB V) zur Teilnahme an der vertragsärztlichen Versorgung ermächtigt sind. Der § 118 (zuvor in § 368n (6) 2 RVO) wurde 1986 mit dem Gesetz zur Verbesserung der ambulanten und stationären Versorgung psychisch Kranker (PsychKVVerbG) eingefügt.
Es handelt sich hierbei um ambulante Krankenhausleistungen. Auch Universitätskliniken und Kliniken für Kinder- und Jugendpsychiatrie können diese Leistungen anbieten. Seit dem Jahr 2000 werden nicht nur psychiatrische Fachkliniken, sondern auch psychiatrische Abteilungen an Allgemeinkrankenhäusern ermächtigt. Die Zielgruppen (Art, Schwere oder Dauer der Erkrankung) sind in einer Vertragslösung von den Spitzenorganen der Selbstverwaltung festzulegen. Für die psychiatrischen Abteilungen gilt hierzu seit 2001 eine bundesweite Vereinbarung zu § 118 Abs. 2 SGB V zwischen Kassenärztlicher Bundesvereinigung, Spitzenverband der Gesetzlichen Krankenkassen und Deutscher Krankenhausgesellschaft. Sie regelt Näheres über Zielgruppen, Zugang und Leistungsspektrum. Der Gesetzgeber sieht seit 2013 auch die Ermächtigung psychosomatischer Institutsambulanzen vor. Hierzu besteht noch keine bundesweite Rahmenvereinbarung. Die 2015 gesetzlich geschaffene Ermächtigung geriatrischer Institutsambulanzen nach § 118a SGB V ermöglicht nur Angebote der Diagnostik (Assessment) und Therapieplanung, die Einrichtungen können nur auf Überweisung tätig werden.
Die Vergütung erfolgt außerhalb der vertragsärztlichen Gesamtvergütung direkt durch die Kassen und wird auf der Ebene der Bundesländer vereinbart. Dabei bestehen erhebliche Unterschiede zwischen den Ländern. Überwiegend werden Fallpauschalen pro Abrechnungsquartal vereinbart. In Bayern gilt eine eigene Regelung zur Vergütung von Einzelleistungen. Bundesweit waren PIA im Jahr 2014 an 448 Kliniken eingerichtet. Für 2014 ergab sich in Statistiken des InEK Institut für das Entgeltsystem im Krankenhaus eine Gesamtleistung von rund 2,3 Millionen Behandlungsfällen in Deutschland. Pro Abrechnungsfall und Quartal erhalten die Versicherten durchschnittlich 3,3 Behandlungstermine, davon rund 12 % als aufsuchende Leistung, zum Beispiel Hausbesuche.
Versorgungsschwerpunkte sind die Behandlung schwer und chronisch Kranker im Rahmen der Nachsorge, aber auch Notfallpsychiatrie. Ziele sind die Vermeidung oder Verkürzung stationärer Behandlungen, aber auch die Sicherstellung einer Behandlung für Patienten, die von den Angeboten niedergelassener Ärzte nicht oder nicht ausreichend erreicht werden. Das Versorgungskonzept stellt praktisch eine integrierte Versorgungsform dar, ist aber nicht auf bestimmte Diagnosen festgelegt oder beschränkt. Weiterentwicklungen sind fachliche Spezialisierungen und die Anpassung an die regionalen Bedarfe sowie der Aufbau von Angeboten in der Psychosomatik. Diskussionen um die Abrechnungsform im künftigen Pauschalierenden Entgeltsystem Psychiatrie und Psychosomatik PEPP sind nicht abgeschlossen. Die fachlichen Aufgaben der PIA werden seit 1990 in einer Arbeitsgemeinschaft der psychiatrischen Fachkrankenhäuser und Abteilungen beraten.

## Arten der psychiatrischen Institutsambulanz
- GIA für gerontopsychiatrische Institutsambulanz
- PIA für psychiatrische Institutsambulanz
- PIA-F für psychiatrische Institutsambulanz Forensik oder auch FIA für forensische Institutsambulanz
- PIAK für psychiatrische Institutsambulanz Kinder (U18) – selten verwendete Abkürzung
- SIA für Suchtmedizinische Institutsambulanz
- Traumaambulanz